# سازمان فضایی ایران
سازمان فضایی ایران به اختصار ایسا (به انگلیسی: Iranian Space Agency (ISA)) سازمان دولتی در ایران است که وظیفهٔ دارد برای استفاده از فضا و گسترش فناوری‌های فضایی در کشور، با استفاده از دانش بومی و همکاری‌های بین‌المللی برنامه‌ریزی کند.
توسعهٔ فناوری ماهواره‌ای و مخابرات فضایی، سنجش از دور، پرتاب و حمل و نقل فضایی از یک طرف و توسعهٔ منابع انسانی، ایستگاه‌های زمینی و زیرساخت‌های مناسب جهت هدایت و کنترل ماهواره‌ها از طرف دیگر، محور فعالیت‌های سازمان فضایی ایران است.
این سازمان در حال حاضر در حال توسعهٔ فناوری ساخت ماهواره در ایران است. کاوشگر پژوهش جدیدترین موشک فضایی آزمایش شده توسط این سازمان است.
سازمان فضایی ایران دارای شخصیت حقوقی و استقلال مالی است و به صورت مؤسسهٔ دولتی وابسته به وزارت ارتباطات و فناوری اطلاعات اداره می‌شود.این سازمان اجراکنندهٔ مصوبات شورای عالی فضایی است، که تصمیم‌گیری در مورد استفاده صلح‌آمیز از فضا در کشور را به عهده دارد. سرپرستی سازمان فضایی ایران برعهدهٔ حسن سالاریه معاون وزیر ارتباطات و فناوری اطلاعات و دبیر شورای عالی فضایی است.
حسین دلیریان نیز در ابتدای آذر ماه سال ۱۴۰۱ به عنوان سخنگوی رسمی این سازمان منصوب شد. ستاد مرکزی آن در خیابان سلطانی تهران است

## بودجه
در سال ۹۵ بودجهٔ ۱۷ میلیارد تومانی برای سازمان فضایی تعیین شده است، البته این بودجه تمام بودجهٔ فضایی کشور نیست. برای مثال در سال ۹۵ به پژوهشگاه فضایی ایران ۱۰۰ میلیارد تومان بودجه اختصاص یافته است البته ارگان‌های دیگر مانند وزارت ارتباطات و فناوری اطلاعات هم به این بخش کمک می‌کنند.
بودجهٔ سازمان فضایی ایران از منابع داخلی وزارت ارتباطات و فناوری اطلاعات تأمین می‌شود.

## تاریخچه
تاریخچهٔ صنعت فضایی در ایران، به اواخر دهه ۴۰ و اوایل دههٔ ۵۰ خورشیدی بازمی‌گردد. ایران برای اولین بار در سال ۱۳۴۹ با عضویت در سازمان بین‌المللی ارتباطات ماهواره ای، با نصب و استفاده از آنتن استاندارد A در اسدآباد همدان، عملاً به جمع بهره‌برداران از فناوری فضایی پیوست.
در سال ۱۳۵۳ به دنبال پرتاب اولین ماهواره مطالعه منابع زمینی آمریکا که بعداً به سری لندست تغییر نام داد، دفتر جمع‌آوری اطلاعات ماهواره‌ای جهت فراهم آوردن امکان استفاده از داده‌های ماهواره‌ای در سازمان برنامه و بودجه وقت تأسیس شد و استفاده از فناوری سنجش از دور، در این دفتر آغاز شد. پس از تحقیقات اولیه و کسب نتایج مطلوب از تصاویر ماهواره‌ای و با هدف دسترسی مستقیم به تصاویر ماهواره‌ای، دفتر مذکور به «مرکز سنجش از راه دور ایران» تغییر نام داد و به این شکل، تأسیس یک نهاد ملی فضایی در اوایل دهه ۱۳۵۰ شمسی در ایران شکل گرفت.
در سال ۱۳۵۵، «مرکز سنجش از راه دور ایران» در قالب «طرح استفاده از ماهواره» با هدف دریافت مستقیم اطلاعات ماهواره‌ای و پردازش، تکثیر و توزیع داده‌ها، اقدام به خرید و نصب ایستگاه‌های گیرنده تصاویر ماهواره‌ای در ماهدشت کرج نمود. در ایستگاه مذکور، سیستم‌های زیر پیش‌بینی گرده بود:
1. سیستم ردیابی و دریافت اطلاعات
2. سیستم فرایند و تصحیح اطلاعات
3. سیستم تفسیر اطلاعات
4. سیستم مدیریت اطلاعات
5. سیستم تکثیر و چاپ اطلاعات

در سال ۱۳۷۰ طبق ماده واحده مصوب مجلس شورای اسلامی، «مرکز سنجش از راه دور ایران» در قالب یک شرکت دولتی به وزارت پست و تلگراف و تلفن واگذار گردید. متعاقباً منظور انجام مصوبات شورای عالی فضایی کشور، تمامی فعالیت‌های حاکمیتی این مرکز به سازمان فضایی ایران محول گردید.
در پی مواد ۸ و ۹ مصوبهٔ ۶۸۱۵۹ مجلس شورای اسلامی در سال ۱۳۸۲، شورای عالی فضایی با عضویت چندین نهاد دولتی و ریاست رئیس‌جمهور تشکیل شد. سازمان فضایی ایران بر اساس همین مصوبه تشکیل گردید، و ریاست آن را دبیر شورای عالی فضایی برعهده دارد. این سازمان دارای شخصیت حقوقی و استقلال مالی است، و به صورت مؤسسه‌ای دولتی وابسته به وزارت ارتباطات و فناوری اطلاعات اداره می‌شود.

## پرتابه‌های فضایی ایران
ایران در تاریخ ۱۵ بهمن ۱۳۸۶ موشک ماهواره‌بر فضایی ایران به نام «سفیر» برای پروازی زیرمداری به فضا پرتاب شد. برخی از منابع غربی معتقدند که گونه‌ای تغییریافته از موشک شهاب-۳ ایران به نام «پرتابهٔ فضایی شهاب» برای این منظور استفاده می‌شود.
گونهٔ تکامل‌یافتهٔ این موشک برای پرتاب ماهوارهٔ ایرانی امید به مدار زمین در بامداد ۳ فوریهٔ ۲۰۰۹ میلادی (۱۴ بهمن ۱۳۸۷) و در سی‌امین سالگرد پیروزی انقلاب ۱۳۵۷ استفاده شد. ماهواره‌های مصباح (همکاری مشترک ایران و ایتالیا)، مصباح-۲ و ماهوارهٔ ژئوسنکرون زهره (همکاری مشترک ایران و روسیه) نیز برای پرتاب با موشک‌های فضایی ایرانی برنامه‌ریزی شده‌اند.

### پرتاب‌های زیرمداری
در ۶ اسفند ۱۳۷۵، سازمان فضایی ایران یک پرتابهٔ فضایی را در یک پرواز زیرمداری آزمایش کرد. این موشک حامل محموله‌ای آزمایشی بود که مشترکاً توسط وزارت علوم و وزارت دفاع طراحی و ساخته شده بود. این موشک تا ارتفاع ۱۵۰ کیلومتری زمین بالا رفت و بر طبق برنامهٔ از پیش تنظیم شده، با چتر نجات به زمین فرود آمد.
در تاریخ ۱۵ بهمن ۱۳۸۶، سازمان فضایی ایران با پرتاب نخستین گونه از موشک کاوشگر-۱ با نام «سفیر» دومین پرواز فضایی زیرمداری خود را با موفقیت به انجام رساند. موشک سفیر از پایگاه فضایی نو ایران در شاهرود به فضا پرتاب شد. با این پرتاب موفقیت‌آمیز، ایران یک گام به پرتاب ماهواره‌ها به مدار زمین نزدیک شده است.

### ارسال موجود زنده
در ۳ فوریهٔ ۲۰۱۰ (۱۴ بهمن ۱۳۸۸)، سازمان فضایی ایران کاوشگر-۳ (به انگلیسی: Explorer-3) را به همراه چند جانور شامل یک موش صحرایی، دو لاکپشت و چند کرم و چند نمونه از سلول‌های انسانی به فضای زیرمداری پرتاب نمود. این اقدام به منظور بررسی وضعیت موجودات زنده در فضا با همکاری وزارت دفاع و وزارت ارتباطات و در ادامهٔ پرتاب کاوشگرهای یک و دو صورت گرفت. البته نتایج این پرتاب، انتظار دانشمندان ایرانی را تأمین نکرد و در همان زمان، موجودات زندهٔ این محموله نابود شدند.
در ۱۵ مارس ۲۰۱۱ (۲۴ اسفند ۱۳۸۹)، سازمان فضایی ایران کاوشگر-۴ (به انگلیسی: Explorer-4) را که حامل کپسولی حیاتی حاوی یک عروسک بود را به فضا پرتاب نمود. سازمان فضایی ایران اعلام نمود طرحی مشابه را برای اواسط سپتامبر در دست انجام دارد. اما این پروژه به خاطر شکست تا آماده شدن کاوشکر پیشگام معلق شد.
در ۲۸ ژانویهٔ ۲۰۱۳ (۹ بهمن ۱۳۹۱)، سازمان فضایی ایران کاوشگر پیشگام (به انگلیسی: Pioneer) را به همراه یک میمون رزوس به نام آفتاب با موفقیت به مدت ۲۰ دقیقه به ارتفاع ۱۲۰ کیلومتری زمین پرتاب نمود و آن را بازگرداند.
این نخستین بار بود که ایران توانست نخستی‌سانی را به فضا پرتاب و بازیابی نماید. این پرتاب ۵۴ سال پس از پرتاب نخستین میمون یعنی خانم بیکر صورت گرفت.

## مراکز فضایی ایران
پایگاه فضایی اصلی ایران، پایگاه فضایی امام خمینی است که در استان سمنان قرار دارد.
این پایگاه در روز ۱۵ بهمن ۱۳۸۶ با حضور محمود احمدی‌نژاد، رئیس‌جمهور وقت رونمایی شد.
موشک کاوشگر-۱ از این پایگاه به فضا پرتاب شد. در مارس ۲۰۱۱، گروه اطلاعاتی جین براساس داده‌های ماهواره‌ای خود و تحلیل آن‌ها اعلام نمود که ایران به شدت در حال ساخت امکاناتی پیچیده و با سرعتی بسیار زیاد است که نشان‌دهندهٔ آمادگی و تمایلاتش به فضاست.
مرکز فضایی البرز یکی از مراکز اصلی دریافت اطلاعات ماهواره‌ای در کشور است و در استان البرز واقع شده است. ساخت این مرکز در سال ۱۳۵۵ آغاز شد و در سال ۱۳۵۷ به بهره‌برداری رسید.
این مرکز کار دریافت، ذخیره‌سازی، پردازش، مدیریت، تکثیر و نشر اطلاعات دریافتی از ماهواره‌ها را به عهده دارد.
پایگاه دوم پرتاب موشک ایران در نزدیکی شهر قم قرار دارد. نخستین موشک پرتاب شده از پایگاه قم، موشک هواسونگ-۳ در مسیر پرتابه‌ای (بالستیک) در اردیبهشت ۱۳۷۰ بوده است. در تاریخ ۱۱ آبان ۱۳۸۵ و در طی رزمایش پیامبر اعظم ۲، چندین فروند موشک ایرانی از جمله شهاب-۲، شهاب-۳، فتح-۱۱۰ و موشک‌های زلزال از این مرکز پرتاب شدند.
در دسامبر ۲۰۱۰ اعلام شد بنابر محدودیت‌های جغرافیایی موجود در نخستین مرکز فضایی برای ارسال ماهواره به مدار، تحقیقاتی برای ساخت دومین مرکز فضایی (ارسال‌گر) صورت گرفت. پایگاه فضایی ملی، در استان سیستان و بلوچستان احداث می‌شود. این پایگاه در آینده محل اصلی تمام مأموریت‌های فضایی ایران خواهد بود که مشابه پایگاه فضایی بایکونور روس‌ها و پایگاه فضایی کندی آمریکایی‌ها خواهد بود.

## برنامه‌های فضایی گذشته
- ماهوارهٔ سینا-۱ (ساخت مشترک ایران و روسیه) در روز ۵ آبان ۱۳۸۴ از پایگاه فضایی پلستسک در روسیه توسط موشک کاسموس-۳ به فضا پرتاب شد. با پرتاب این ماهواره، ایران به جمع ۴۳ کشور دارای ماهوارهٔ مداری پیوست.

## برنامه‌های فضایی آینده
دکتر براری معاون وزیر ارتباطات و فناوری اطلاعات و رئیس سازمان فضایی ایران در نخستین نشست شورای مدیران این سازمان پس از انتصاب گفت: ایجاد بستر مناسب برای توسعهٔ فعالیت‌های بخش خصوصی در حوزهٔ فضایی و توسعه و گسترش اقتصاد فضایی از اولویت‌های سازمان خواهد بود. دکتر براری ضمن تأکید بر ظرفیت بالای علمی کشور در بخش فضایی در دانشگاه‌ها و مراکز علمی افزود: باید از ظرفیت علمی بخش دانشگاهی در توسعهٔ حوزهٔ فضایی کشور استفاده مناسب انجام شود. وی حضور مؤثر در حوزهٔ بین‌المللی را یکی دیگر از اهداف سازمان فضایی ایران در دوران نو دانست. رئیس سازمان فضایی ایران گفت: داده‌های تولید شده در سازمان فضایی ایران باید در خدمت توسعهٔ شاخص‌های اقتصادی کشور از جمله کشاورزی باشد و بستری فراهم شود تا این داده‌ها در اختیار بخش خصوصی جهت تولید ثروت قرار گیرد. دکتر براری تدوین برنامهٔ ۱۰ سالهٔ حوزهٔ فضایی کشور و تصویب آن در شورای عالی فضایی جهت پیشگیری از موازی کاری در این حوزه را از دیگر اولویت‌ها و برنامه‌های خود عنوان کردند.
دکتر محسن بهرامی، رئیس پیشین سازمان فضایی ایران پیش‌تر گفته بود: پروژه‌هایی که در سازمان فضایی ایران برنامه‌ریزی شده بود در حال پیشرفت است و وظیفهٔ سازمان فضایی این است که به این برنامه‌ها صدمه‌ای وارد نشود و ادامه پیدا کنند. قراردادها تکمیل‌تر و اصلاحات مورد نظر انجام شده است. وی افزود: هم‌اکنون برنامه‌های سازمان فضایی در فاز نویی از طراحی و ساخت قرار گرفته است و پروژه‌های تعریف شده همگی به صورت توسعهٔ فناوری است. ماهوارهٔ ناهید که یک ماهوارهٔ مخابراتی است در حال اتمام مرحلهٔ ساخت آن هستیم. قرارداد ناهید ۲ آماده شده که به زودی ابلاغ خواهد شد. ماهوارهٔ دوستی که با همکاری دانشگاه صنعتی شریف طراحی و ساخته شده، آمادهٔ پرتاب است و قرارداد پرتاب آن نیز بسته شده است. قرارداد ماهوارهٔ ظفر نیز در حال بازنگری است و آن نیز ابلاغ خواهد شد و طراحی و ساخت آن در سال آینده به اتمام خواهد رسید. ماهوارهٔ آتست نیز در حال اتمام مرحلهٔ ساخت است که تا آخر سال جاری تحویل سازمان فضایی خواهد شد. تا پایان سال ۳ ماهواره آمادهٔ پرتاب خواهیم داشت.
به گزارش روابط عمومی پژوهشگاه فضایی ایران دکتر حسن حدادپور رئیس پژوهشگاه فضایی ایران در دومین همایش آشنایی با علوم و فناوری فضایی و کاربرد آن که به مناسبت هفتهٔ جهانی فضا برگزار شده بود با اشاره به پروژه‌های در دست اجرای پژوهشگاه فضایی ایران بیان کرد پروژهٔ ماهوارهٔ ناهید ۱ در مراحل پایانی تجمیع و تست ماهواره قرار دارد و به‌زودی آمادهٔ پرتاب خواهد شد.
بنا بر این گزارش وی ضمن اشاره به این نکته که فضا موهبت الهی برای تمام بشریت است و همهٔ مردم جهان باید بتوانند از نعمت‌های آن برخوردار باشند گفت پژوهشگاه فضایی ایران در راستای انجام وظایف و مأموریت‌های خود در توسعهٔ فناوری‌های فضایی کشور و ایجاد زیرساخت‌های لازم، ۴۳ پروژهٔ فضایی را به اجرا درآورده که ۲۴ پروژهٔ آن خاتمه یافته و ۱۹ پروژه در دست اجرا است.
وی در ادامه افزود، پروژه‌های ماهوارهٔ مخابراتی ناهید ۲، ماهوارهٔ پارس ۱ و بلوک انتقال مداری در این پژوهشگاه در دست اجرا بوده که طراحی اولیهٔ آن‌ها به اتمام رسیده و در مرحلهٔ ساخت مدل مهندسی سیستم قرار دارند در جمهوری اسلامی ایران پرتاب می‌شوند.

### فضانوردان ایرانی
سازمان فضایی ایران در نظر دارد که تا سال ۱۴۱۰، نخستین فضانورد ایرانی را با استفاده از فناوری فضایی بومی به مدار زمین بفرستد.

### دو ماهوارهٔ ایرانی در نوبت پرتاب
سالاریه رئیس سازمان فضایی ایران خبر از پرتاب دو ماهواره را تا پایان سال با نام ناهید۱ و ناهید۲ با ماهواره بر قائم۱۰۰ خبر داد.

## حضور در سازمان ملل
سازمان فضایی ایران دارای غرفه‌ای در محل نمایشگاه دائمی فضایی سازمان ملل متحد در شهر وین است. این غرفه در ۲۱ بهمن ۱۳۸۸ برپا شد و مکانی برای نمایش دستاوردهای فناوری ایران در صنایع فضایی است.

## تحریم
وزارت خزانه‌داری آمریکا روز سه شنبه ۱۲ شهریور ۱۳۹۸ در بیانیه‌ای اعلام کرد که نام سازمان فضایی، مرکز تحقیقات فضایی و پژوهشگاه فضایی ایران را به فهرست تحریم‌های دفتر کنترل سرمایه‌های خارجی (اوفک) از نهادهای زیرمجموعه این وزارتخانه افزوده است.